# Danh sách đơn vị thuê nhà tại Trung tâm Thương mại Thế giới (1973–2001)
Đây là danh sách những đơn vị thuê chính tại Trung tâm Thương mại Thế giới cũ ở Thành phố New York trước Sự kiện 11 tháng 9:
- Trung tâm Thương mại Thế giới số Một (Tháp Bắc) bao gồm Cơ quan Cảng vụ New York và New Jersey, Công ty Marsh & McLennan, Ngân hàng Hoa Kỳ, Cantor Fitzgerald, Dai-Ichi Kangyo Corporation, Sidley Austin Brown & Wood, Empire Blue Cross and Blue Shield và nhà hàng Windows on the World.[1][2]
- Trung tâm Thương mại Thế giới số Hai (Tháp Nam) bao gồm Verizon, Sở giao dịch chứng khoán New York, Morgan Stanley, Xerox Corporation, Keefe, Bruyette & Woods , Aon Corporation và Công ty ủy thác quốc tế Fiduciary.[3]
- Trung tâm Thương mại Thế giới số Ba ( Marriott World Trade Center ) là một khách sạn, do đó toàn bộ tòa nhà có chủ sở hữu là Host Marriott Coporation.
- Trung tâm Thương mại Thế giới số Bốn bao gồm Ủy ban Thương mại New York, Deutsche Bank và trung tâm thương mại.
- Trung tâm Thương mại Thế giới số Năm bao gồm Credit Suisse First Boston và Morgan Stanley.
- Trung tâm Thương mại Thế giới số Sáu bao gồm Cơ quan Hải quan Hoa Kỳ, Bộ Thương mại Hoa Kỳ, Cục Rượu, Thuốc lá, Súng và Chất nổ, và Bộ Lao động Hoa Kỳ.
- Trung tâm Thương mại Thế giới số Bảy bao gồm Salomon Smith Barney, Ủy ban Chứng khoán và Giao dịch Hoa Kỳ, Ngân hàng Standard Chartered và Cơ quan Mật vụ Hoa Kỳ.